# Stilistica e metrica italiana
Stilistica e metrica italiana è un periodico annuale italiano, nato nel 2001 come rivista del «Gruppo Padovano di Stilistica» con il concorso della «Fondazione Ezio Franceschini - Archivio Gianfranco Contini». Il direttore è Pier Vincenzo Mengaldo, il vicedirettore è stato Marco Praloran (morto nel 2011). Il comitato di redazione include Armando Balduino, Gian Luigi Beccaria, Luigi Blasucci, Guido Capovilla (morto nel 2011), Vittorio Coletti, Franco Gavazzeni (morto nel 2008), Antonio Girardi, Dante Isella (morto nel 2007), Aldo Menichetti, Giovanni Pozzi (morto nel 2002), Mirko Tavoni e Paolo Trovato.
Oltre a saggi, note e discussioni, ogni numero comprende recensioni e segnalazioni di convegni, incontri ecc.
Si occupa di stilistica, metrica italiana, poetica, filologia, linguistica e critica letteraria.